# Рібейран-Прету
Рібейран-Прету (порт. Ribeirão Preto — «чорна ущелина») — місто і муніципалітет в Північно-східному мезорегіоні штату Сан-Паулу, Бразилія. Місто прозване «Бразильською Каліфорнією» через комбінацію економіки, заснованої на високих технологіях, природних багатств і м'якого місцевого клімату. У 2022 роц населення міста складало 698 тис. мешканців, це дев'ятий за населенням муніципалітет штату. Його площа становить 650,9 км², місто розташоване за 313 км від столиці країни Бразиліа. Середні висоти 546,8 м над рівнем моря.